# Clarias insolitus
Clarias insolitus és una espècie de peix de la família dels clàrids i de l'ordre dels siluriformes.

## Morfologia
Els mascles poden assolir els 14 cm de llargària total.

## Distribució geogràfica
Es troba al sud de Borneo (Indonèsia).